# 1788년 미국 상원의원 선거
1788년 미국 상원의원 선거는 미국 상원의 첫 선거이다. 

## 선거 결과
| 정당     | 의석 수 |
| -------- | ------- |
| 연방파   | 19석    |
| 반연방파 | 7석     |
| 합계     | 26석    |